# Santiago Roberto
Santiago Roberto (Buenos Aires, 28 de agosto de 1972) es un abogado, militante social y político argentino, que se desempeñó como legislador de la Ciudad Autónoma de Buenos Aires en 2017 y 2021.

## Biografía
Se crio en San Antonio de Areco, donde vivió hasta los 10 años. Terminó la primaria en la escuela n.º 27 Manuel de Sarratea de Barracas y transitó su adolescencia en Avellaneda, donde asistió a la Escuela Nacional de Comercio N°1. 
Tiene 4 hijos y es abogado, egresado de la Universidad de Buenos Aires. Cursó una maestría en Derecho Empresarial en la Universidad de San Andrés.

## Actividad profesional
Prestó servicios de asistencia legal y técnica en Derecho Laboral y de la Seguridad Social, Derecho Administrativo y Empresarial a entidades vinculadas con la salud, seguros, imprentas y editoriales. 
Fue asesor de la Secretaría Administrativa de la Legislatura de la Ciudad de Buenos Aires, desde el año 2000 hasta junio de 2003.
También fue apoderado legal y brindó asistencia técnica al Directorio del Sindicato Único de Trabajadores de Edificios de Renta y Horizontal (SUTERH) y a la Obra Social del Personal de Edificios de Renta y Horizontal (OSPERYH). Durante este período se desempeñó como asesor letrado y representante del sindicato para la negociación de convenios colectivos de la actividad. 

## Actividad legislativa
En diciembre de 2017 asume como diputado del Bloque Peronista en la Legislatura de la Ciudad de Buenos Aires, integrando las comisiones de Educación, Ciencia y Tecnología; Legislación General (Vicepresidente 1°), Políticas De Promoción E Integración Social, Relaciones Interjurisdiccionales y Vivienda.
En su actuación como diputado presentó diversos proyectos de ley entre los que se destacan la propuesta de realización de audiencias públicas temáticas en los Institutos de Formación Docente, para que la comunidad educativa pueda tener participación en el debate por el sistema de formación docente en la Ciudad de Buenos Aires. 
Debido a que gran parte de su militancia social transcurre en las Comunas 4 y 8, presentó iniciativas tendientes a buscar soluciones a las problemáticas que padecen los vecinos de los diferentes barrios del sur de la ciudad, como la necesidad de contar con una mejor atención sanitaria. Para ello propuso la creación de una Guardia de Toxicología el Hospital Santojanni y un centro de salud en Villa Riachuelo, entre otros. 
Además, es autor de un proyecto de ley para morigerar los aumentos de las tarifas que afectan a las cooperativas de trabajo de empresas recuperadas.
Junto a sus compañeros de bloque, presentó una iniciativa para regular el accionar de las agencias de cobranza extrajudicial y garantizar el trato digno al consumidor; y un proyecto para que la Ley de Alquileres aprobada en 2017 alcance a comercios y a pequeñas y medianas empresas de la Ciudad de Buenos Aires.

## Militancia social y política
Desde el 2002 realiza trabajo comunitario en distintos barrios de la ciudad de Buenos Aires, brindando asistencia legal y técnica en forma gratuita a organizaciones barriales y sociales, como sociedades de fomento, comedores, cooperativas, asociaciones civiles y clubes de barrio. 
Asimismo, participó activamente en la organización de talleres y reuniones de asistencia jurídica en temas como urbanización, salud, trabajo y educación en las diferentes villas de emergencia de la ciudad, con el objetivo de asistir, capacitar, informar y concientizar a los vecinos sobre dichas problemáticas.  
Forma parte de la mesa ejecutiva de la agrupación “Peronismo X la Ciudad”. 

## Los años de la Dictadura
El 23 de abril de 1976 una llamada anónima cambió su vida y la de su familia para siempre. Santiago tenía tres años de edad cuando sufrió la pérdida de su papá en manos de la Dictadura Militar. 
Luis María Roberto (2 de abril de 1942- 23 de abril de 1976), de 33 años, fue detenido en un control de rutas y secuestrado por tres coches Torino sin identificación. Viajaba junto a Norberto Julio Morresi, de 17 años, a bordo de una camioneta marca Chevrolet en la que transportaban ejemplares de la revista “Evita Montonera”, para distribuirla entre la militancia.  
Los fusilaron ese mismo día y fueron enterrados como N.N. en el cementerio de Villegas, en La Matanza.  
El 8 de julio de 1998, la familia de Luis María recuperó sus restos, que fueron identificados por el Equipo Argentino de Antropología Forense.